# 서브터퓨즈
서브터퓨즈(Subterfuge)는 미국에서 제작된 허브 프리드 감독의 1996년 액션, 드라마 영화이다. 매트 맥콤 등이 주연으로 출연하였다.

## 출연

### 주연
- 매트 맥콤
- 아만다 페이스